# Ferdinand Kurlbaum

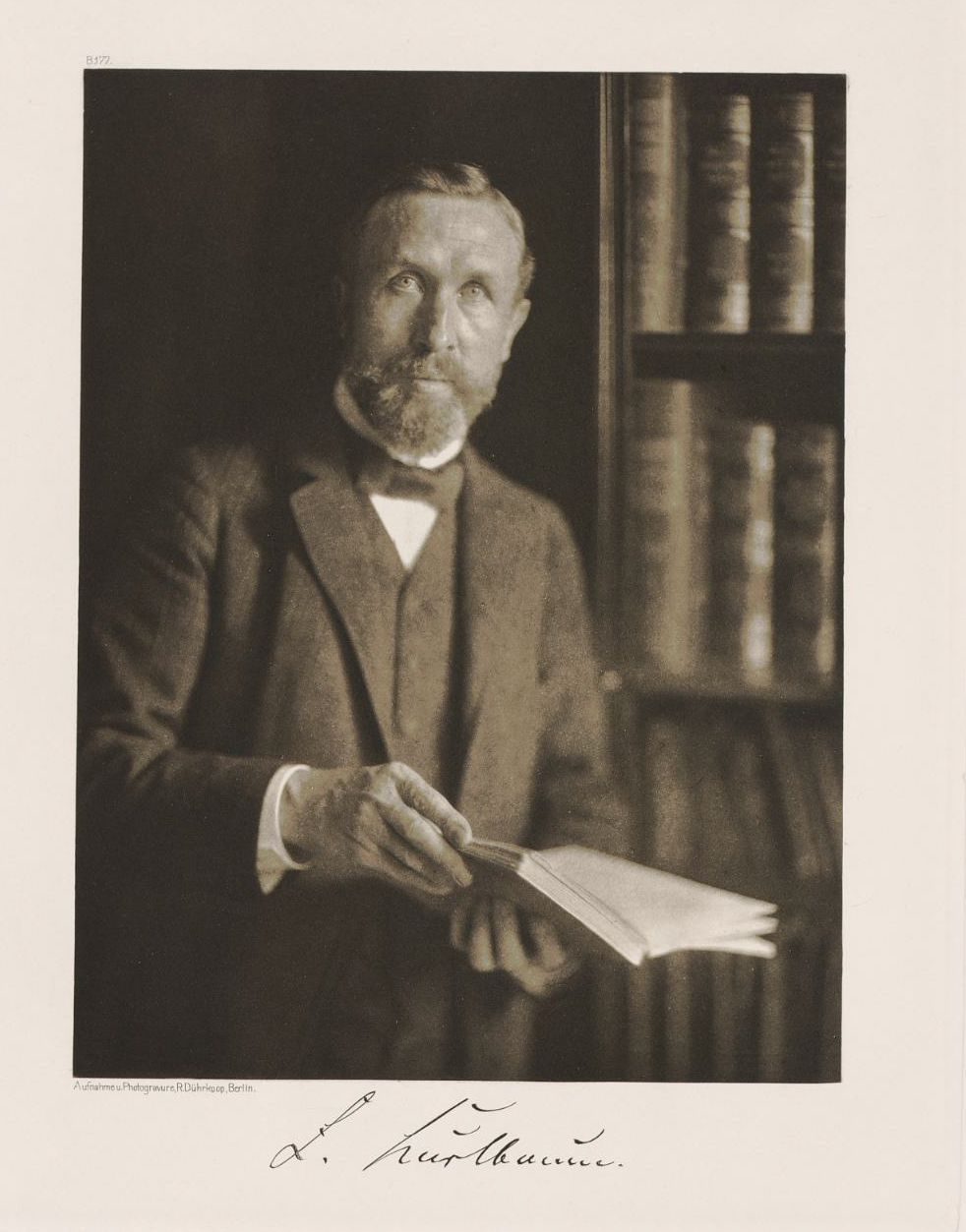
Ferdinand Kurlbaum, 1907, Foto von Rudolf Dührkoop

Ferdinand Kurlbaum (* 4. Oktober 1857 in Burg; † 29. Juli 1927 in Berlin) war ein deutscher Physiker. 

## Leben und Werk
Als Sohn eines Justizbeamten musste er seinem häufig versetzten Vater folgen. Schulprobleme waren die Folge, erst mit 23 machte er sein Abitur. Er studierte Mathematik und Physik in Heidelberg und Berlin bei Hermann Helmholtz. 1887 war die Dissertation zum Thema Bestimmung der Wellenlänge von Fraunhoferschen Linien fertig. 
Es folgte eine Assistentenzeit in Hannover bei Heinrich Kayser. Ab 1891 war er im Optischen Laboratorium der Physikalisch-Technischen Reichsanstalt in Berlin tätig. Die Physik der Licht- und Wärmestrahlung war sein Thema. Gemeinsam mit Heinrich Rubens führte er Messreihen über die Strahlungsintensität Schwarzer Körper durch. Diese waren wichtige Grundlagen für das Plancksches Strahlungsgesetz und damit für die Quantenphysik. Ein weiteres Arbeitsgebiet war die Nutzung von Röntgenstrahlung in der Medizin.
1904 erhielt Kurlbaum einen Ruf an die Technische Hochschule Charlottenburg. Gemeinsam mit Adolf Miethe führte er 1908 in Oberägypten Messungen der Sonnentemperatur durch. Von 1908 bis 1925 war er Leiter des Physikalischen Instituts der Technischen Hochschule Charlottenburg.
Für seine wissenschaftlichen Verdienste erhielt Kurlbaum im Jahr 1907 vom Preußischen König den Roten Adlerorden IV. Klasse.
Kurlbaum war von 1910 bis 1912 Präsident der Deutschen Physikalischen Gesellschaft. Im Ersten Weltkrieg war er Referent der Artillerie-Prüfungskommission. 
Kurlbaum heiratete 1895 Elisabeth von Siemens, die älteste Tochter der Elise Görz (1850–1938) und des Georg von Siemens. Ferdinand und Elisabeth hatten zwei Töchter, Maria und Ellen, und den Sohn Georg. Nach dem Sohn Georg ist der Georg-Kurlbaum-Preis der SPD für innovative wirtschaftliche Leistungen benannt.
Ferdinand Kurlbaum wurde in der Familiengruft Siemens im Park des Schlosses Ahlsdorf bei Herzberg beigesetzt.